# Witold Poluchowicz
Witold Poluchowicz (ur. 1 maja 1953, zm. 3 października 2009) – generał brygady Wojska Polskiego, były dowódca 15 Brygady Zmechanizowanej.

## Życiorys
Witold Poluchowicz urodził się w 1953. W 1973 podjął studia jako podchorąży w Wyższej Szkole Oficerskiej Wojsk Zmechanizowanych we Wrocławiu. W 1977 był promowany na podporucznika. Służbę zawodową rozpoczął w 8 batalionie rozpoznawczym w Budowie z 20 Dywizji Pancernej na stanowisku dowódcy grupy specjalnej. Następnie w tym batalionie, także po dyslokacji do Stargardu Szczecińskiego, był dowódcą kompanii specjalnej i oficerem operacyjnym batalionu. W latach 1985–1989 studiował w Akademii Wojskowej w Dreźnie po ukończeniu której został skierowany do Bydgoszczy na stanowisko starszego oficera Oddziału Operacyjnego, następnie wyznaczony został do Szczecinka, gdzie objął funkcję szefa wydziału rozpoznawczego w sztabie 2 Dywizji Zmechanizowanej.
W latach 1995–1996 studiował w Akademii Dowodzenia Bundeswehry w Hamburgu. W 1996 skierowany został ponownie do Szczecinka gdzie pełnił służbę na stanowisku szefa Wydziału Rozpoznania i Walki Radioelektronicznej 2 Dywizji Zmechanizowanej. W 1999 w związku z rozformowaniem 2DZ został przeniesiony do Bydgoszczy, gdzie został szefem Oddziału Operacyjnego w Pomorskim Okręgu Wojskowym, następnie pełnił służbę w 1 Korpusie Zmechanizowanym. W 2003 powierzono mu stanowisko szefa Zarządu Operacji Lądowych (G-3) w Dowództwie Wojsk Lądowych. W latach 2005–2006 dowodził 15 Brygadą Zmechanizowaną w Giżycku. W 2005 ukończył Studium Polityki Obronnej w Akademii Obrony Narodowej.
15 sierpnia 2005 był awansowany na stopień generała brygady przez prezydenta Rzeczypospolitej Polskiej Aleksandra Kwaśniewskiego. W 2007 objął funkcję szefa Centrum Planowania Dowództwa Operacyjnego Rodzajów Sił Zbrojnych w Warszawie. 3 października 2009 zmarł nagle w Warszawie w wieku 56 lat, pochowany na cmentarzu w Szczecinku.

## Awanse
- podporucznik – 1977[2]

(...)
- generał brygady – 2005[9][6]

## Ordery, odznaczenia i wyróżnienia
- Krzyż Kawalerski Orderu Odrodzenia Polski[10]
- Odznaka Skoczka Spadochronowego Wojsk Powietrznodesantowych – 1975
- Odznaka pamiątkowa 15 Brygady Zmechanizowanej – 2005 ex officio

i inne.